# Hell on Stage
Hell on Stage è il decimo album della band heavy metal/epic metal statunitense Manowar. Esso è stato registrato dal vivo durante l'Hell On Stage world tour del 1998.

## Disco 1
1. "Metal Daze"
2. "Dark Avenger"
3. "March For Revenge"
4. "Hatred"
5. "Gates Of Valhalla"
6. "Bridge Of Death"
7. "William's Tale"
8. "Guyana (Cult Of The Damned)"

## Disco 2
1. "The Warrior's Prayer"
2. "Blood Of The Kings"
3. "Sting Of The Bumblebee"
4. "Heart Of Steel"
5. "Master Of The Wind"
6. "Outlaw"
7. "The Power"
8. "The Crown And The Ring"

## Formazione
- Karl Logan - chitarra
- Joey DeMaio - basso
- Scott Columbus - batteria
- Eric Adams - voce